# Balanophora tobiracola
Balanophora tobiracola là một loài thực vật có hoa trong họ Balanophoraceae. Loài này được Makino mô tả khoa học đầu tiên năm 1910.